# William Cooper (velejador)
William Hunting "Bill" Cooper (Los Angeles, 4 de agosto de 1910 — Condado de Orange, 19 de março de 1968) foi um velejador estadunidense, campeão olímpico. Ele competiu nos Jogos Olímpicos de Verão de 1932 na classe 8 Metre e conquistou a medalha de ouro na disputa a bordo do Angelita com Owen Churchill, John Biby, Alphonse Burnand, Kenneth Carey, Pierpont Davis, Carl Dorsey, John Huettner, Richard Moore, Alan Morgan, Robert Sutton e Thomas Webster.
Cooper frequentou a Universidade da Califórnia em Los Angeles, onde John Biby e Richard Moore também estudavam na época. Em 1933 formou-se engenheiro e, como Biby, começou a trabalhar para a Douglas Aircraft Company.